# Xylocopa transitoria
Xylocopa transitoria är en biart som beskrevs av Pérez 1901. Xylocopa transitoria ingår i släktet snickarbin, och familjen långtungebin. Inga underarter finns listade i Catalogue of Life.